# Артиллерийская граната

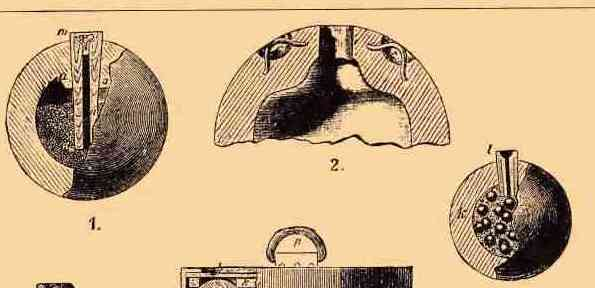
1. Артиллерийская граната. 2. Бомба. 3. Картечная граната, XVII—XIX веков.

Артиллерийская граната (ранее просто — грана́та) — разрывной артиллерийский снаряд, в XVII—XIX веках, для полевых орудий относительно малого калибра (калибра менее одного пуда, то есть менее 196 мм; более тяжёлые снаряды назывались бомбами).
Такие снаряды по устройству не отличались от тогдашних ручных гранат и представляли собой пустотелый чугунный шар, набивавшийся порохом, с деревянной дистанционной трубкой, также набитой порохом и исполнявшей роль фитиля; у ручной гранаты трубку поджигали вручную, артиллерийская граната воспламенялась от пороховых газов при выстреле. Использовались также картечные гранаты, набитые картечью (см. шрапнель) и зажигательные гранаты, набитые порохом вперемешку с зажигательной смесью. Гранатами стреляли из полевых пушек и лёгких гаубиц.
В 1893 году генерал-лейтенант Русской императорской армии А. А. Якимович на страницах «Энциклопедического словаря Брокгауза и Ефрона» определяет гранату (под которой подразумевает исключительно артиллерийские снаряды) как «универсальный снаряд, не приспособленный исключительно к какому-нибудь виду поражения: она может поражать осколками, образующимися от разрыва снаряда при воспламенении разрывного заряда; разрушать постройки ударным действием и разбрасывать насыпи действием газов разрывного заряда (фугасное действие)». Гранаты специализированного назначения он подразделяет на картечные и фугасные.
После введения конических снарядов их подразделение на «бомбы» и «гранаты» держалось только по инерции; со времен Первой мировой войны термин «граната» закрепился за ручными гранатами и боевыми припасами для гранатомёта (гранатомётными выстрелами), «бомба» — за авиационными бомбами, а артиллерийские снаряды стали называть просто «снарядами».